# Bison du Caucase
Bos bison caucasicus, Bos caucasicus
Espèce
Le Bison du Caucase (Bison bonasus caucasicus) est une sous-espèce éteinte du Bison d'Europe. 

## Répartition
Cette sous-espèce vivait le long du Caucase.

## Extinction
Il s'est éteint à cause de la guerre civile de Russie et de la chasse.
Aujourd'hui il ne reste plus aucun individu de cette sous-espèce mais certains individus issus de croisement entre B. b. caucasicus et B. b. bonasus existent en captivité.

## Systématique
Le nom valide complet (avec auteur) de ce taxon est Bison bonasus caucasicus (Turkin (d) & Satunin (d), 1904).